# 上湾乡 (康乐县)
上湾乡，是中华人民共和国甘肃省临夏回族自治州康乐县下辖的一个乡镇级行政单位。

## 行政区划
上湾乡下辖以下地区：
上湾村、麻池村、老庄村、下庄村、东沟村、加木沟村、兰家村、马巴村、乔家村、三条沟村、沙楞村、上寨村、瓜梁村和九子沟村。